# Šestine-paraply

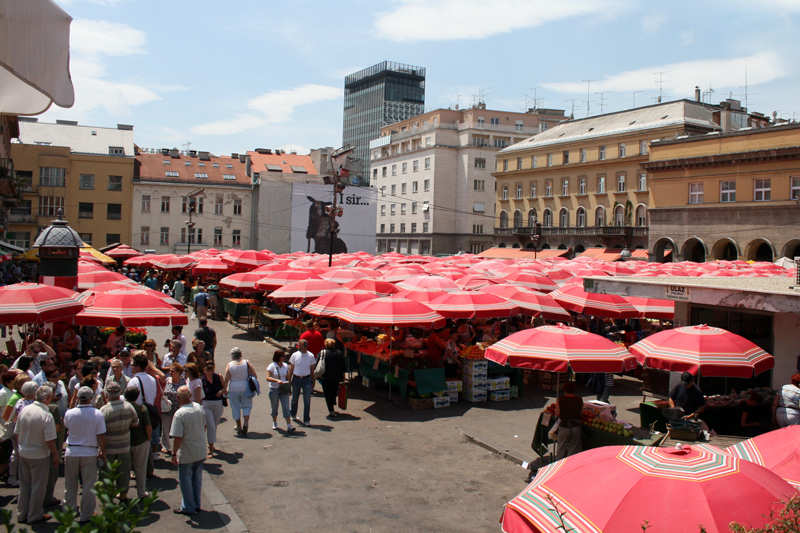
Dolac-marknaden i centrala Zagreb år 2011. Marknadens traditionella parasoll har samma färger som Šestine-paraplyerna.

Šestine-paraply (kroatiska: Šestinski kišobran) är en typ av paraply och traditionellt hantverk med ursprung från Zagreb i Kroatien. Paraplyets historia härrör från mitten av 1700-talet. Det var ursprungligen en accessoar för bärare av den lokala folkdräkten i Šestine, ett samhälle som idag ingår i stadsdelen Podsljeme och ligger i stadens norra del. Paraplyet (liksom dess färgkombinationer) används idag i kulturella, marknadsföringsmässiga och turistiska sammanhang och är en av Zagrebs mest framträdande symboler.    
De ursprungliga paraplyerna karaktäriserades av röda kapell i bomull med multifärgade horisontella streck längs kanterna, tjocka skaft och handtag av naturligt krokig kastanj. Repliker och varianter tillverkade i annat material och utförande är idag vanligt förekommande, inte minst i turistsammanhang då de säljs som souvenirer. 
Den traditionella tillverkningen av Šestine-paraplyer i Cerovečki finns med på det kroatiska kulturministeriets lista över Kroatiens skyddade immateriella kulturarv.